# Universidad de Especialidades Espíritu Santo
La Universidad Espíritu Santo es una universidad privada ecuatoriana fundada en 1993 en la provincia del Guayas. Actualmente, cuenta con alrededor de 5.000 estudiantes. Tiene diez facultades y 51 carreras (entre Pregrado y Postgrado).

## Historia

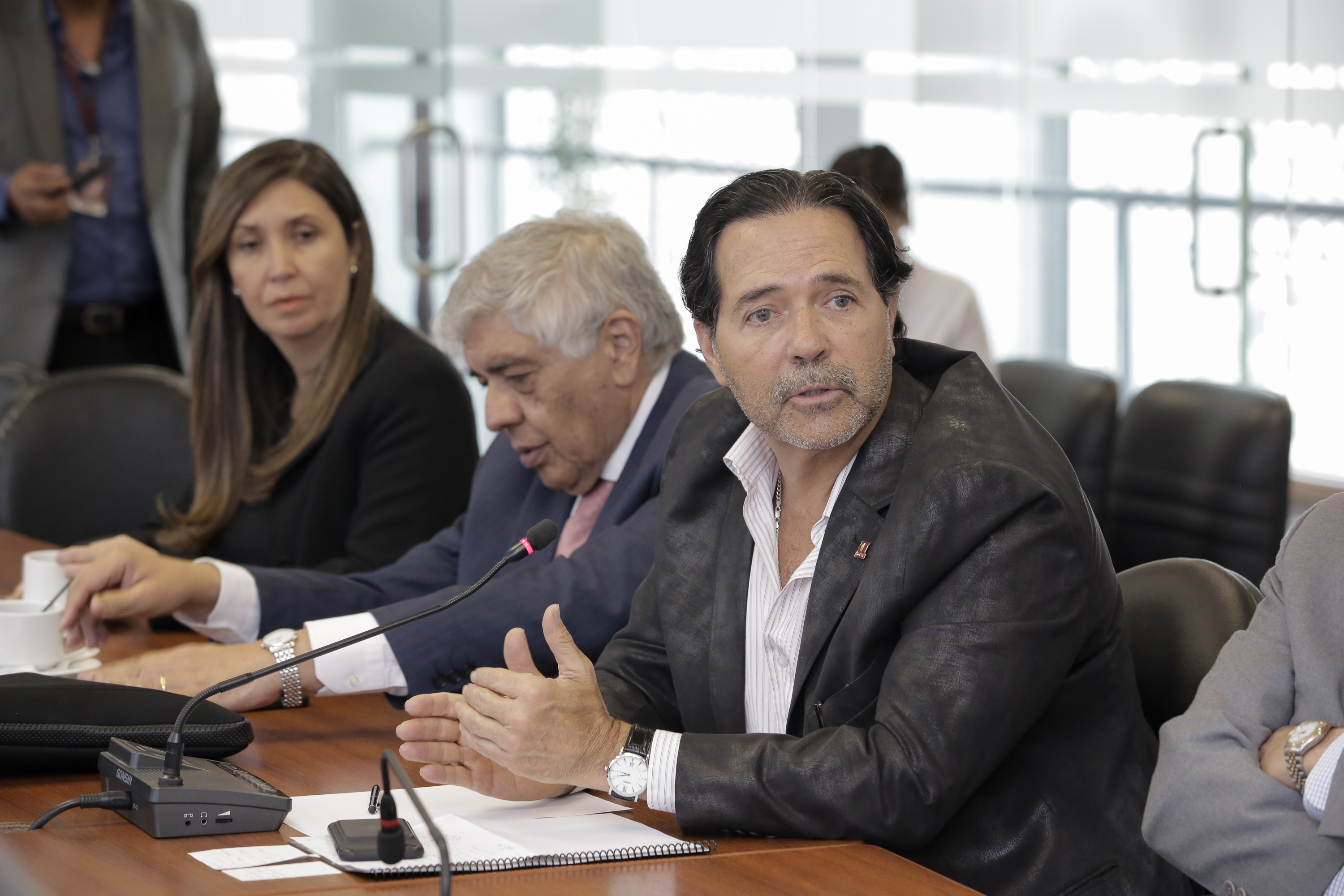
Carlos Ortega Maldonado, antiguo rector de la UEES.

La Universidad Espíritu Santo nació en 1993 con la aprobación del Consejo Nacional de Universidades y Escuelas Politécnicas y fue inaugurada en 1994.
Inició sus actividades académicas con la Facultad de Ciencias Empresariales y sus respectivas Escuelas de: Comercio Exterior, Gestión Empresarial, Finanzas-Banca y Mercadotecnia. En 1995 se matriculó el primer grupo de bachilleres en la modalidad de tiempo completo, algunos de ellos becarios del Plan Talento. En 1997 inicia sus labores la Facultad de Derecho, Política y Desarrollo.
Se inauguró el "International Degree Program", dependencia de la Facultad de Economía y Ciencias Empresariales, donde se dictan todas las materias en inglés para estudiantes que piensan cursar los dos últimos años de sus estudios en universidades de Inglaterra o Estados Unidos.
En 1998 se creó el Instituto de Desarrollo, Equidad y La Paz en la Facultad de Derecho, Política y Desarrollo. Iniciaron sus actividades la Facultad de Comunicación y la Facultad de Ciencias y Artes Liberales.
En 1999 como una respuesta a la necesidad de muchas personas que no pudieron terminar su carrera universitaria o que no pueden iniciarla debido a que los horarios disponibles son los tradicionales, la UEES inauguró el programa de la Universidad de Fin de Semana, "Weekend College", programa que actualmente ha tomado el nombre de Escuela de Ejecutivos.
En 2001, la UEES se desplaza al nuevo campus situado en el kilómetro 2.5 de la vía La Puntilla-Samborondón y esta constituye la Facultad de Sistemas, Telecomunicaciones y Electrónica y la Facultad de Ciencias y Artes Liberales abre la escuela de Turismo y Hotelería y la escuela de Arte.
En 2002, la UEES constituye la Facultad de Arquitectura y Diseño. Un año después la escuela de Turismo y Hotelería se convierte en Facultad.
En 2003, se construye el Edificio “F” (Actual “G”) la primera instalación multifuncional que determinaría el modelo de edificios de la UEES a futuro.
En 2004, se crea la Facultad de Estudios Internacionales (antes International College), con sus diferentes Programas: Traducción e Interpretación, Educación Bilingüe y Bicultural, Inglés y la enseñanza de Inglés como Idioma Extranjero.
Se crea la Escuela de Ciencias Gastronómicas y se inauguran sus primeras instalaciones.
En 2005, se crea la Facultad de Postgrado, con sus diferentes programas y se conforma la flota de expresos BUEES.

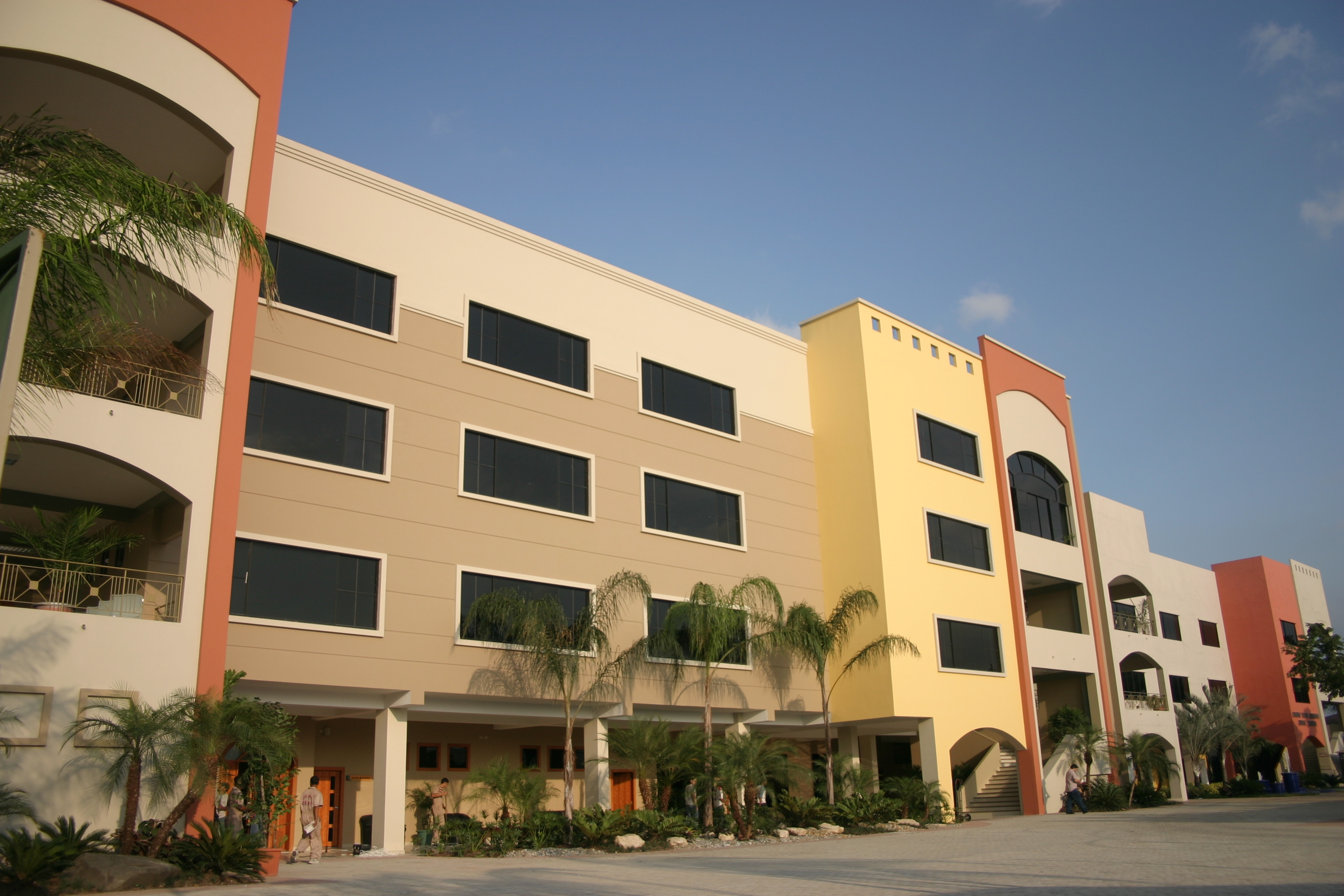
Antiguo edificio de postgrado en el año 2006.

En 2006, en octubre se inaugura el Centro Asia Pacífico de la Facultad de Economía y Ciencias Empresariales, el 21 de agosto la Facultad de Ciencias de la Comunicación inaugura el estudio de radio, el set de televisión y crea el Centro de Producción Digital (CEPA). El 14 de junio la Escuela de Arte inaugura el Estudio de grabación y composición musical y el salón de danza y teatro. El 15 de mayo se expanden las instalaciones para la práctica de las ciencias gastronómicas con dos cocinas de producción, dos cocinas de práctica, un taller de pastelería, un taller de embutidos, un aula de prácticas hoteleras, una sala de cata de vinos, dos aulas de demostración gastronómica, un laboratorio de cómputo y el restaurante universitario. El 18 de abril se inauguran las instalaciones de la Facultad de Posgrado. El 27 de marzo se construye Edificio “G” y se inaugura la Corte de Derecho, el Auditorio principal (Actualmente denominado “Galo García Feraud”), el salón de uso múltiple, los laboratorios de electrónica, de telecomunicaciones, de certificación Microsoft, de certificación Cisco, de Arquitectura, de diseño gráfico en Macintosh y el de traducción e interpretación de la Escuela de Idiomas.
En 2007, se crea la Facultad de Ciencias Médicas, la Escuela de Ingeniería Civil, la Escuela de Ciencias Ambientales y la División de Estudios a Distancia.
En 2008, la Universidad de Especialidades Espíritu Santo (UEES) inauguró la Facultad de Ciencias Médicas.
En 2010, la UEES crea el Centro de Investigaciones sobre Competencia y Mercados (CICOM) y el Centro de Estudios Económicos y Financieros (CEEF). En 2013, abre el Centro de Arbitraje y Mediación UEES (CAM).
En 2011, la UEES es autorizada para instruir a choferes profesionales.
En 2012, la UEES inauguró el Museo de Presidentes.
En 2013, abre el Centro de Arbitraje y Mediación UEES (CAM).
En 2014, por sus 20 años la UEES inauguró 3 megasalones.
En 2015, la UEES es acreditada en la carrera de Medicina.
En 2016, es acreditada en la categoría A por el Consejo de Evaluación, Acreditación y Aseguramiento de la Calidad de la Educación Superior (Ceaaces).

## Actualidad
En la actualidad, la UEES cuenta con diez facultades: Arquitectura e Ingeniería Civil, Artes Liberales y Educación, Comunicación, Derecho, Economía, Medicina; Sistemas, Telecomunicación y Electrónica; Turismo, Hotelería y Gastronomía; Estudios Internacionales y Postgrado. Su oferta académica incluye además la División de Educación Continua y Educación a Distancia (En línea) y un Centro de Investigaciones.

## Categoría
En el 2013, la calificación C otorgada por el Consejo de Evaluación, Acreditación y Aseguramiento de la Calidad de la Educación Superior (CEAACES), dejó un sabor de injusticia entre la comunidad UEES, integrada por 6.000 alumnos. Basado en un plan estratégico de mejoramiento y, enfocándose en las debilidades descubiertas en la calificación anterior, en el año 2016 durante un nuevo proceso de categorización, UEES logra alcanzar la categoría A, siendo esto un hito dentro de la institución.

## Laboratorios

### Facultad de Medicina
La Facultad de Ciencias Médicas cuenta con varios laboratorios para el uso de sus estudiantes y docentes:
- Laboratorio de Biología Celular
- Laboratorio de Microbiología
- Laboratorio de Bioquímica
- Laboratorio de Biología Molecular
- Laboratorio de Fisiología
- Laboratorio de Morfo-fisiología
- Laboratorio de Simulación

### Facultad de Artes Liberales y Educación
- Sala Gesell: Es un área de práctica para estudios de Psicología Clínica y Marketing. Sirve para observar la conducta de un individuo que está siendo entrevistado en un proceso de entrevista y análisis psicológico. Lo usan los estudiantes de tercer y cuarto año en las materias de Psicodiagnóstico y terapias grupales. Los estudiantes de Marketing la usan para grupos focales.

- Laboratorio de Ciencias Ambientales

- Sala de Estimulación Temprana

#### Escuela de Arte
- Laboratorio de Sonido y Producción Musical Digital
- Salón de Artes Plásticas
- Salón de Danza
- Salones de Música
- Aulas teóricas y de prácticas

### Facultad de Arquitectura e Ingeniería Civil
- Laboratorio de Hidráulica
- Laboratorio de Mecánica, Suelos y Roca
- Laboratorio de Asfalto y Hormigón
- Granulometría

## Facultades y Carreras

### Facultad de Arquitectura e Ingeniería Civil
- Arquitectura
- Licenciatura en Diseño de Interiores
- Licenciatura en Diseño Industrial
- Ingeniería Civil

### Facultad de Artes Liberales y Educación
- Licenciatura en Artes Plásticas
- Licenciatura en Danza
- Licenciatura en Música
- Licenciatura en Sonido y Producción Musical
- Licenciatura en Educación Especial Bilingüe
- Licenciatura en Educación Inicial Bilingüe
- Psicología Clínica
- Psicología Organizacional
- Ingeniería en Biodiversidad
- Ingeniería Ambiental

### Facultad de Comunicación
- Licenciatura en Comunicación Corporativa
- Licenciatura en Diseño Gráfico y Comunicación Visual
- Licenciatura en Periodismo Internacional
- Ingeniería en Marketing y Publicidad

### Facultad de Ciencias Médicas
- Medicina
- Nutrición y Dietética
- Odontología
- Enfermería

### Facultad de Derecho, Política y Desarrollo
- Licenciatura en Política y Gobierno
- Derecho con Mención en U.S. Common Law

### Facultad de Economía y Ciencias Empresariales
- Economía
- Comercio exterior
- Contaduría Pública Autorizada
- Ingeniería en Ciencias Empresariales..

### Facultad de Sistemas, Telecomunicaciones y Electrónica
- Ingeniería en Sistemas con Concentración en Consultoría de Sistemas
- Ingeniería en Sistemas con Concentración en Desarrollo de Sistemas
- Ingeniería en Sistemas con Concentración en Telecomunicaciones
- Ingeniería en Telecomunicaciones
- Ingeniería en Electrónica

### Facultad de Turismo, Hotelería y Gastronomía
- Ingeniería en Gestión Turística-Hotelera
- Ingeniería en Administración Hotelera con Concentración en Alimentos y Bebidas
- Ingeniería en Ciencias Gastronómicas con Concentración en Administración de Empresas de Alimentos y Bebidas

### Facultad de Estudios Internacionales
- International Careers Program
- School of Translation & Interpretation
- School of Foreign Languages & Applied Linguistics

Languages: English, Deutsch, French, Italian, Japanese, Mandarin & Spanish (as a foreign language)

### Facultad de Postgrado
- Maestrías
- Diplomados
- Especializaciones:
- Alianzas Estratégicas
- Pasantías Internacionales

## Resultados en el Examen de Habilitación Profesional
En el Examen Nacional de Habilitación para el Ejercicio Profesional de Medicina aplicado por el CACES en octubre de 2024, la Universidad Particular de Especialidades Espíritu Santo (UEES) obtuvo uno de los más altos niveles de desempeño a nivel nacional, con 35 de sus 37 evaluados aprobando la prueba, lo que representa una tasa de aprobación del 94,59 %. Este resultado evidencia la solidez académica de la institución y el cumplimiento de los estándares de calidad exigidos para la formación médica en el país, posicionando a la UEES como un referente entre las universidades privadas en el ámbito de la educación superior en Ciencias de la Salud.

## Premios y reconocimientos
- 2016. Ganadores de la Copa Culinaria del Ecuador Raíces Categoría Junior a mano de sus alumnos Andrés Procel y Julio Ramírez.
- 2016. Ganadores del III Concurso de reconocimiento a la investigación universitaria estudiantil Galardones Nacionales 2015, en las áreas de Investigación, Ingeniería Civil, Arquitectura y Construcción.
- 2014. Ganadores de la Copa Culinaria del Ecuador Raíces Categoría Junior a mano de sus alumnos Karla García y Miguel Yagual.
- 2012. Ganadores de la Bienal Internacional de Pintura de Guayaquil Álvaro Noboa, concurso artístico representado por el alumno René Bohórquez.[11]
- 2009. La Universidad de Especialidades Espíritu Santo (UEES) se posicionó como la ‘Primera universidad particular de la Costa.[12]

- La Universidad de Especialidades Espíritu Santo fue elegida para representar al país en la competencia TIC (Talento e Innovación de las Américas) Américas 2015 en la Cumbre de las Américas que tuvo su sede en Panamá. Esto fue logrado por la participación de un grupo de estudiantes de tercer año que pertenecen la facultad de Ingeniería en Gestión Ambiental. Entre lo integrantes del grupo se encuentran Claudia Cevallos, Sofía Macías, Karla Cuzme, Joselyn Palacios y Gema Rivadeneira[13]
- 2011. La Escuela de Gastronomía de la Universidad Espíritu Santo (UEES) recibió el reconocimiento a la educación culinaria de calidad que otorga The World Association of Chefs' Societies (WACS), convirtiéndose en la primera universidad en América en obtener la acreditación. La WACS es una entidad internacional creada en 1928 en París, dedicada a mantener los estándares de calidad en la gastronomía mundial, cuenta con 93 países miembros, además la UEES logró ser la única escuela de gastronomía del Ecuador en tener un director certificado por World Association of Chef's Societies. La Escuela de Gastronomía de la UEES también tiene entre sus reconocimientos la medalla de oro en la Copa Culinaria de las Américas 2010, categoría Sénior, evento internacional que se realizó en Guayaquil.[14]

- La Universidad de Especialidades Espíritu Santo ha sido reconocida como una universidad de categoría A, de acuerdo a Nelson Medina, miembro del Consejo de Evaluación, Acreditación y Aseguramiento de la Calidad de la Educación Superior (Ceaaces).[15]